# Reflet dans un diamant mort
Pour plus de détails, voir Fiche technique et Distribution.
Reflet dans un diamant mort est un film belgo-italo-franco-luxembourgeois réalisé par Hélène Cattet et Bruno Forzani et sorti en 2025.
Les réalisateurs évoquent comme point de départ l'envie de mélanger Mort à Venise et James Bond, après avoir découvert Road to Nowhere de Monte Hellman, dans lequel Fabio Testi leur rappela à la fois Sean Connery et Dirk Bogarde. Le couple cite également Sunset Boulevard(Boulevard du crépuscule) et Diabolik parmi les influences du film.
Le film est présenté en sélection officielle en compétition lors de la Berlinale 2025.

## Synopsis
John D, un espion septuagénaire à la retraite résidant dans un luxueux hôtel de la Côte d'Azur, est fasciné par sa nouvelle voisine qui lui rappelle l'époque vibrante de la Côte d'Azur dans les années 1960. Lorsqu’elle disparaît sans laisser de traces, John est forcé d'affronter ses démons passés.

## Fiche technique
- Titre original francophone : Reflet dans un diamant mort
- Titre international anglophone : Reflection in a Dead Diamond
- Réalisation et scénario : Hélène Cattet et Bruno Forzani
- Photographie : Manuel Dacosse
- Montage : Bernard Beets
- Production : Pierre Foulon
- Société de production : Kozak Films, Les Films Fauves, Dandy Projects, Tobina Film, Savage Film, To Be Continued, RTBF, Arte France Cinéma, VOO, BE TV et Proximus
- Société de distribution : UFO Distribution (France)
- Pays de production :  Belgique,  Luxembourg,  Italie et  France
- Langues originales : français, italien, anglais
- Genre : action, thriller, espionnage
- Durée : 87 minutes
- Dates de sortie : 
  - France : 25 juin 2025[2]
  - Suisse : 4 juillet 2025 (Festival international du film fantastique de Neuchâtel)

## Distribution
- Fabio Testi : John D., vieux
- Yannick Renier : John D., jeune
- Koen De Bouw : le milliardaire
- Maria de Medeiros : l'autrice
- Thi Mai Nguyen : Serpentik
- Barbara Hellemans
- Céline Camara
- Kezia Quintal : la cantatrice
- Sébastien Landry : le concierge

## Sortie

### Accueil critique
En France, le site Allociné donne une moyenne de 4,1⁄5, d'après l'interprétation de 20 critiques de presse.

## Distinctions
Le film est présenté en sélection officielle en compétition lors de la Berlinale 2025.